# Galvanischer Sauerstoffsensor

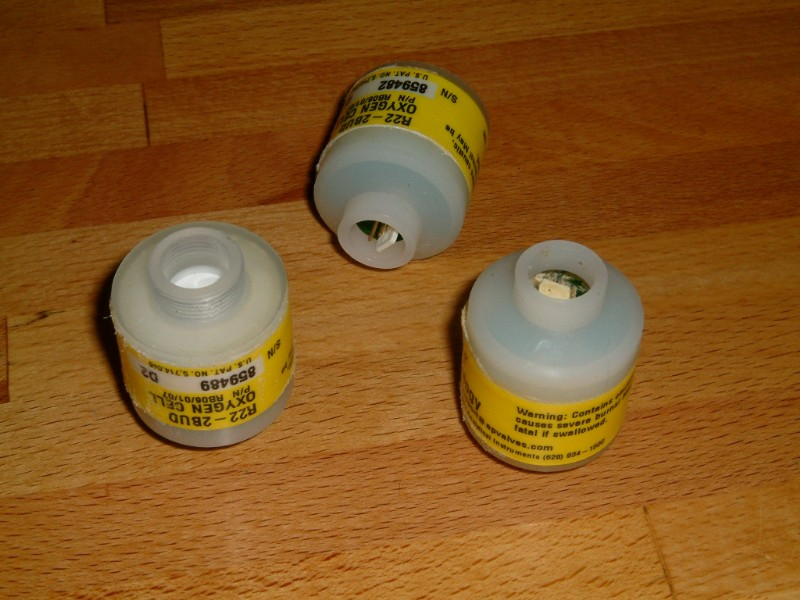
3 galvanische Sauerstoffsensoren aus einem Kreislauftauchgerät

Ein galvanischer Sauerstoffsensor ist ein bestimmter Typ einer Brennstoffzelle. Es handelt sich dabei um ein elektrisches Gerät, das dazu dient, die Konzentration von Sauerstoff beim Gerätetauchen und in medizinischen Apparaten zu messen.
Wenn das darin enthaltene Kaliumhydroxid in Berührung mit Sauerstoff gerät, kommt es zu einer chemischen Reaktion in der Brennstoffzelle. Daraus resultiert ein elektrischer Strom, der zwischen einer Blei-Anode und einer vergoldeten Kathode durch einen Lastwiderstand fließt. Dieser Strom verhält sich proportional zur vorhandenen Sauerstoffkonzentration.
Man verwendet galvanische Sensoren in Sauerstoffmessgeräten beim Tauchen, um vor einem Tauchgang den Sauerstoffgehalt in Nitrox oder Trimix Atemgasgemischen zu überprüfen. Ebenso nutzt man sie in elektronischen Kreislauftauchgeräten, sogenannten Rebreathern, um den Partialdruck des Sauerstoffs während eines Tauchgangs zu überwachen.
Galvanische Sauerstoffsensoren haben eine begrenzte Lebensdauer, die sich reduziert, wenn sie hohen Sauerstoffkonzentrationen ausgesetzt sind. Bei der Reaktion von Sauerstoff und Blei an der Anode wird Blei verbraucht, was irgendwann zu Messfehlern bei hohen Sauerstoffkonzentrationen führt. Im Normalfall arbeitet eine Zelle, die man beim Tauchen verwendet, über einen Zeitraum von circa 3 Jahren korrekt, wenn man sie in einem luftdicht verschlossenen Beutel aufbewahrt. Der Zeitraum reduziert sich dagegen auf nur 4 Monate, wenn man sie in reinem Sauerstoff lagert.

## Nachteile
Die beschriebene Form von Brennstoffzellen ist vergleichbar mit einer Batterie, denn sie hat je nach Einsatzgebiet eine begrenzte Lebensdauer. Die chemische Reaktion lässt die Zelle einen Strom mit einer berechenbaren Spannung erzeugen, die vom jeweils verwendeten Material abhängt. Theoretisch gesehen sollte eine Zelle diese Spannung vom Tag ihrer Herstellung an so lange liefern, bis sie selbst verbraucht ist, es sei denn, man entfernt den Bestandteil Sauerstoff der beabsichtigten Reaktion aus dem Aggregat.
Sauerstoff ist einer der Brennstoffe der Zelle, also wird umso mehr Elektrizität erzeugt, je mehr Sauerstoff verfügbar ist. Die chemischen Eigenschaften aller Materialien bestimmen die Spannung, die Menge des verfügbaren Sauerstoffs dagegen, wie viel elektrischer Strom produziert werden kann. Wenn man einen Stromkreis mit entsprechendem Verbrauch an eine solche Zelle anschließt, kann man eine bestimmte elektrische Leistung nutzen. Sobald man allerdings den Verbrauch erhöht, lässt die Leistung der Zelle nach.
Fehlfunktionen der Sensoren können für Taucher, insbesondere für Anwender von Rebreathern, lebensgefährlich sein. Die üblichen Ausfallarten galvanischer Sensoren sind:
- überhöhte Messwerte aufgrund von Lecks im Elektrolytbehälter,
- eingeschränkte Stromstärke bei aufgebrauchten Zellen,
- nicht lineare Leistung innerhalb des Messbereichs.

Sämtliche Fehlfunktionen haben ihre Ursache normalerweise in mechanischen Beschädigungen, Verunreinigungen während der Herstellung oder Defekten im Herstellungsprozess.
Überhöhte Messwerte werden ausnahmslos durch Herstellungsfehler oder mechanische Beschädigungen verursacht. In einem Kreislauftauchgerät haben sie eine Überschätzung des Sauerstoffgehalts im Kreislauf zur Folge, wodurch das Gerät zu wenig Sauerstoff ersetzt, was in der Regel zu Hypoxie führt.
Sensoren mit eingeschränkter Stromstärke erzeugen trotz hoher Sauerstoffwerte einen niedrigeren Messwert. Im Kreislauftauchgerät wird daher aufgrund der Unterschätzung des Sauerstoffgehalts im Kreislauf ständig Sauerstoff hinzugefügt, um einen Wert zu erreichen, den der Sensor bereits nicht mehr darstellen kann. Das Resultat ist in der Regel die als Paul-Bert-Effekt bekannte Hyperoxie.
Bei nicht linearer Leistung verhält sich der Sensor im vorgesehenen Messbereich des Sauerstoff-Partialdrucks nicht wie erwartet. Bei einer Kalibrierung wird der Fehler üblicherweise nicht erkannt, was zu einem fehlerhaften Füllstand des Kreislauftauchgeräts führt. Dies kann möglicherweise eine Dekompressionskrankheit verursachen.
Unfälle aufgrund von Fehlfunktionen der Sensoren in Kreislauftauchgeräten lassen sich in den meisten Fällen verhindern, indem man die Zellen vor jedem Einsatz ordnungsgemäß überprüft. Manche Taucher führen Prüfungen im Wasser durch, indem sie den Partialdruck des Sauerstoffs im Kreislauf auf einen Wert über dem von reinem Sauerstoff auf Meereshöhe erhöhen, um festzustellen, ob der Sensor hohe Werte noch verarbeiten kann. Dieser Test ist jedoch nur punktuell und lässt keine sichere Aussage über die mögliche Fehlerhaftigkeit eines Sensors zu. Die einzige Möglichkeit, einen Sensor ordnungsgemäß zu überprüfen, besteht daher in einer kalibrierten Testkammer, die sowohl einen statischen Druck ohne Abweichungen aufrechterhalten kann, als auch über die Möglichkeit verfügt, Messwerte aufzuzeichnen und grafisch auszuwerten.

## Überprüfung
Eines der ersten kommerziell verfügbaren Geräte zur Überprüfung von galvanischen Sauerstoffsensoren wurde im Jahr 2005 von Narked at 90 auf den Markt gebracht, allerdings ohne großen Erfolg. Ein stark überarbeitetes Modell folgte im Jahr 2007 und gewann den „Gordon Smith Award“ für Innovation während der Fachmesse der Tauchausrüster in Florida. Inzwischen werden die Geräte weltweit von Organisationen wie NOAA (National Oceanic and Atmospheric Administration), NURC (NATO Underwater Research Centre) und DDRC (Diving Diseases Research Centre) eingesetzt.